# Вінченцо Лунарді
Вінченцо Лунарді (італ. Vicenzo Lunardi; 11 січня 1759, місто Лукка, тепер Італія — 1806) — італійський дипломат та аеронавт, який 15 вересня 1784 року здійснив перший у Великій Британії політ на повітряній кулі.

## Життєпис

Портрет Вінченцо Лунарді, 1784 рік (автор: ірландський гравер і художник Томас Берк)

Вінченцо Лунарді народився 11 січня 1759 року в містечку Лукка, в італійському регіоні Тоскана у родинному маєтку, що розташувався на вулиці, яка носить назву via Michele Rosi . Сім'я Лунарді була з багатої неаполітанської знаті, але передчасна смерть батька спричинила її швидке зубожіння.
Після смерті батька, Вінченцо разом з матір'ю і двома молодшими сестрами Маргаритою і К'ярою переїхав в будинок до свого родича Герардо Франческо Компаньї, який служив дворянином при дворі короля Неаполя..
В 1770 році Лунарді разом з Герардо Компаньї відвідав Ост-Індію, де вивчив англійську мову. В 1780 році він деякий час жив в Парижі, викладав географію, історію, італійську і англійську мови. Згодом отримав запрошення приєднатись до двору неаполітанського короля Фердинанда IV.
В Неаполі, при дворі короля, Вінченцо працював військовим інженером. Згодом, він познайомився з принцом Караманіко і коли в 1871 році принца призначили послом Королівства Неаполь в Англії, Лунарді став його особистим секретарем і разом з ним вирушив до Лондона.
В Лондоні, Лунарді окрім обов'язків особистого секретаря принца Караманіко виконував роль військового аташе Неаполя. Він брав участь у військово-морській демонстрації в Чатемі і написав дві статті про оборону Портсмута. Також, Вінченцо досліджував озброєння англійської армії, зокрема артилерійські боєприпаси і гармати.

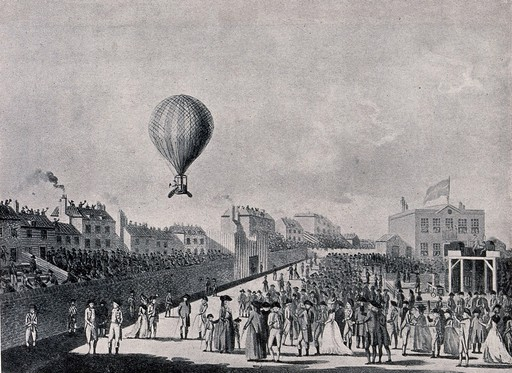
Перший політ Лунарді в Британії, 15 вересня 1784 року (автор: англійський гравер Френсіс Джукс)

В червні 1783 року прочитавши в французькій газеті про один з перших польотів кулі братів Монгольф'є в Парижі, Лунарді захоплюється ідеєю створення власної повітряної кулі.
15 вересня 1784 року на військовому полігоні Артилерійської роти в Лондоні, Вінченцо Лунарді здійснив свій перший політ, і став лише другою людиною, яка піднялась на повітряній кулі над Британією (першим був шотландець Джеймс Тайтлер, який випередив Лунарді лише на місяць і 25 серпня 1874 року піднявся на своїй повітряній кулі в Единбурзі).

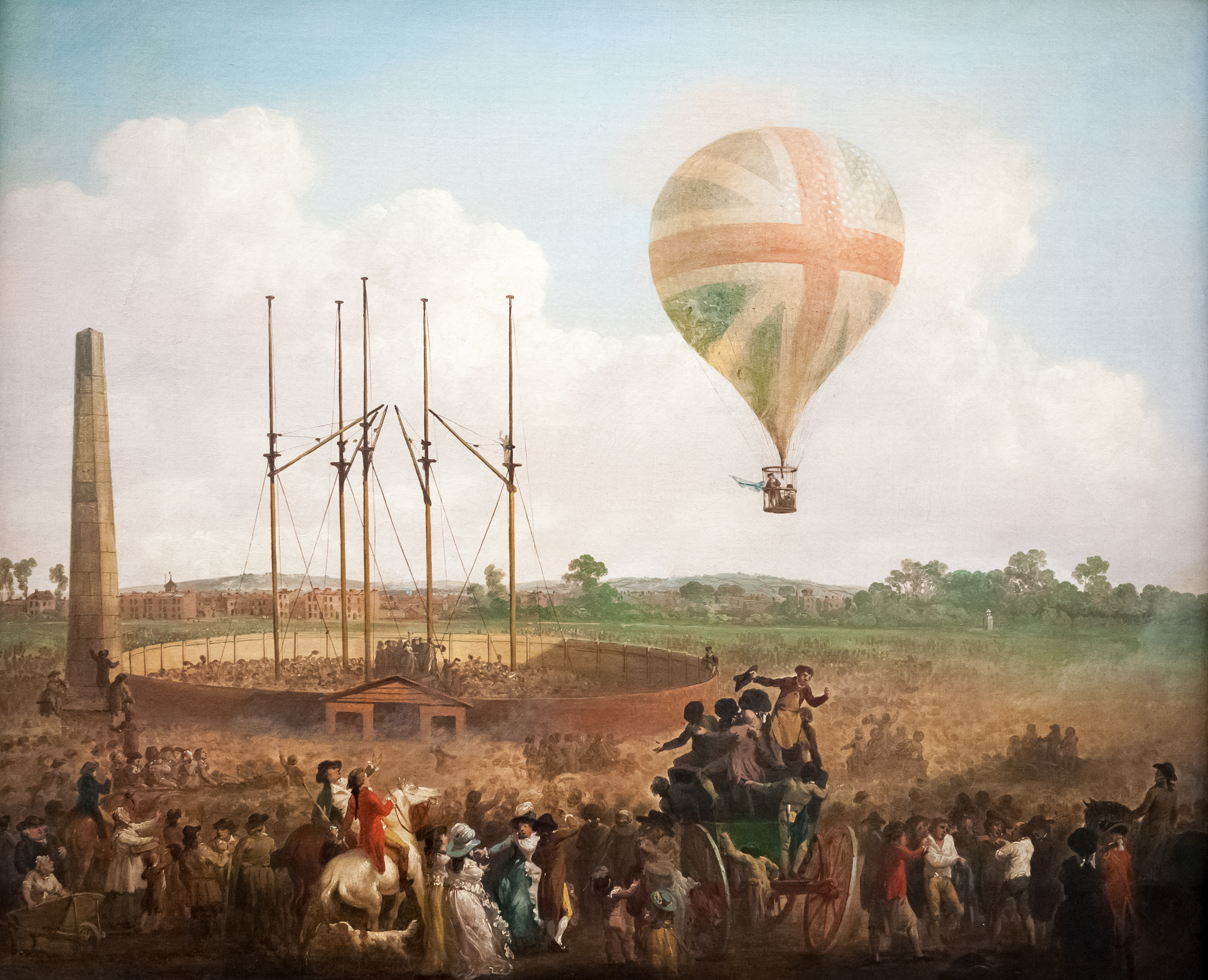
Другий політ Лунарді в Британії, 29 червня 1785 року (картина англійського художника Юлія Цезара Іббетсона)

У свій другий політ над Лондоном 29 червня 1785 року, Лунарді взяв двох друзів: містера Джорджа Біггіна та місіс Летицію Сейдж, яка стала першою британкою, що літала на повітряній кулі.
В 1785 році Лунарді ще двічі піднімався в небо над Англією: 20 липня і 9 серпня він здійснив два показові польоти над Ліверпулем. А пізніше, надав дозвіл на оренду власної повітряної кулі містеру Томасу Болдуїну, який 8 вересня 1785 року зміг здійснити успішний політ над містечком Честер.
В вересні 1785 року Вінченцо Лунарді переїхав до Шотландії і здійснив там п'ять успішних польотів на своїй повітряній кулі: 5 жовтня в Единбурзі, 21 жовтня в Келсо, 23 листопада й 5 грудня два польоти в Глазго і 20 грудня ще раз піднявся над Единбургом. В 1786 році він написав і видав власну книгу «Розповідь про п'ять повітряних подорожей у Шотландії» ( «Account of Five Aerial Voyages in Scotland» ).

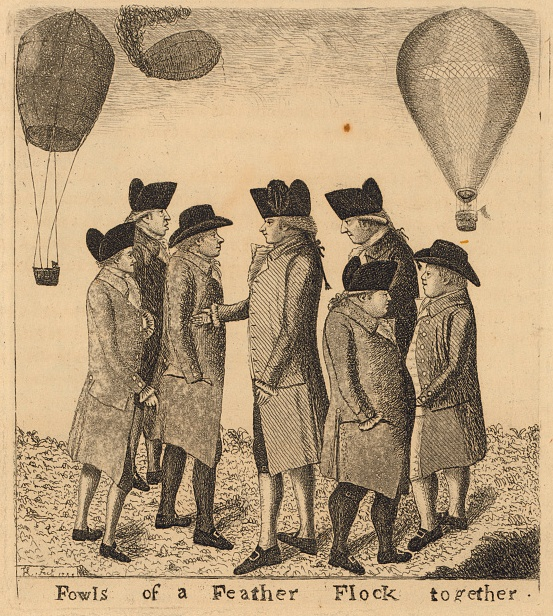
Зустріч італійського аеронавта Вінченцо Лунарді (стоїть в центрі) з шотланським аеронавтом Джеймсом Тайтлером (зліва від Лунарді), 1785 рік (шотландська гравюра, автор: John Kay)

В Шотландії, Вінченцо залишався до літа і 31 липня 1876 року він втретє піднявся на повітряній кулі над Единбургом. Проте цей політ не був настільки успішним як попередні і згодом, Лунарді вирішив повернутись в Англію.
23 серпня 1786 року він здійснив показовий політ в Йорку, а восени планував здійснити ще один політ в Ньюкаслі. Проте, 19 вересня 1786 року, під час підготовки повітряної кулі до польоту, трапився трагічний інцидент. На площу, звідки мала злітати повітряна куля, налетів раптовий і потужний порив вітру, який дуже різко підняв кулю разом з всіма помічниками, що утримували її за допомогою спеціальних мотузок. Один з чоловіків, містер Рольф Герен не встиг вчасно відпустити свою мотузку і дуже швидко піднявся з кулею на значну висоту, після чого впав на землю й загинув.
Після трагедії в Ньюкаслі, місцева англійська преса всю вину за смерть містера Герена переклала на Лунарді. Його критикували за низький рівень безпеки під час підготовки до польотів. Через це, Вінченцо на деякий час відклав всі свої плани про майбутні польоти в Англії. Після повернення в Лондон він зайнявся винаходом спеціального пристрою для рятування на воді і 31 травня провів його публічну демонстрацію успішно перепливши Темзу.

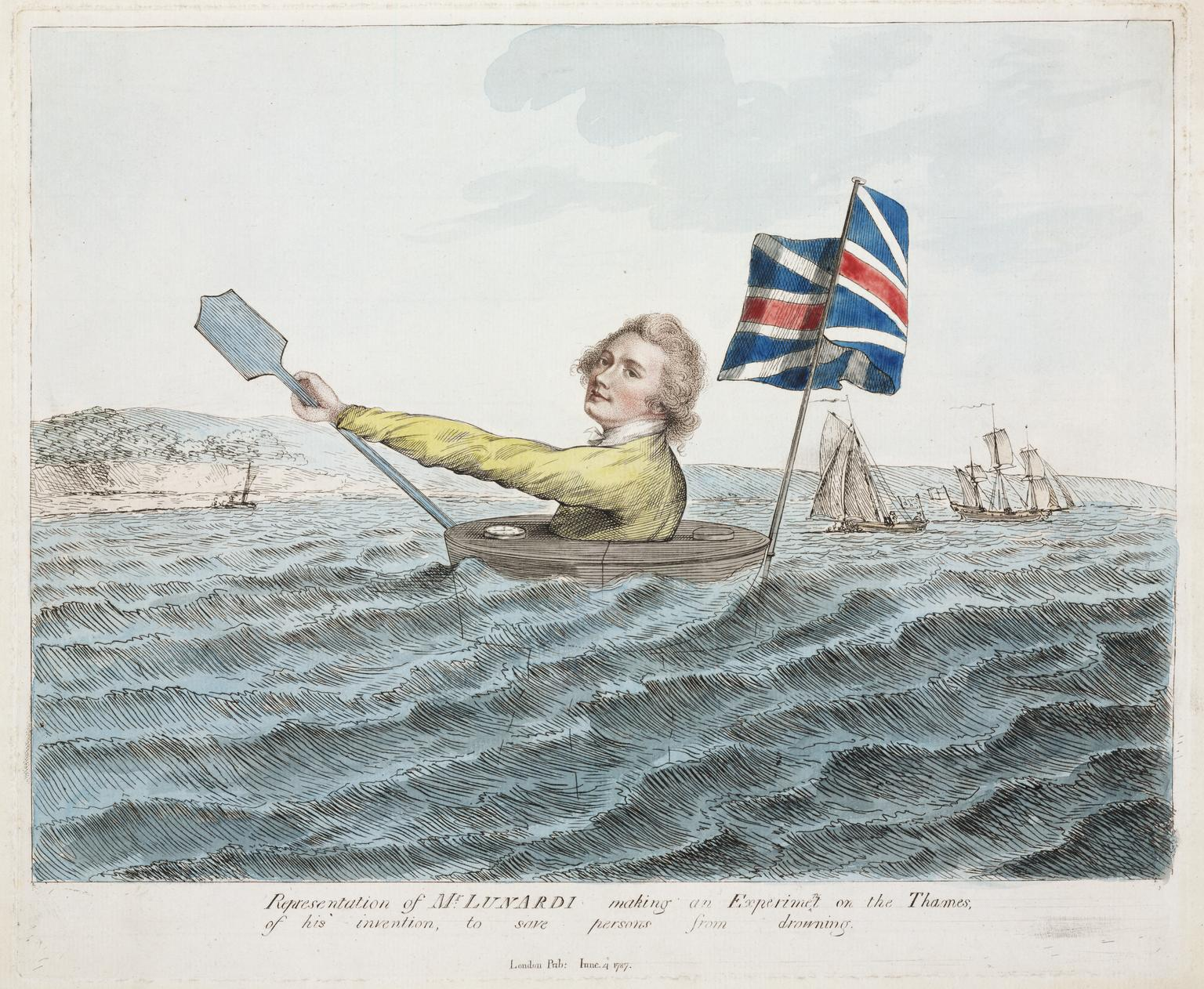
Вінченцо Лунарді демонструє власний винахід для порятунку людини у воді (річка Темза в Лондоні, 31 травня 1787 року)

Навесні 1788 року Лунарді вирішив повернутись на батьківщину і вирушив до Італії. В квітні він прибув в Геную, а 17 червня 1788 року вирішив здійснити показовий політ на повітряній кулі в рідному містечку Лукка. Проте політ не вдався і Вінченцо був вимушений рятуватись від невдоволеного натовпу глядачів втечею.
Він переїхав до Риму, де 8 липня 1788 року знову спробував здійснити показовий політ. Проте і цього разу все завершилось провалом. Повітряна куля злетіла завчасно, без Лунарді, та ще й прихопила з собою одного з глядачів, містера Карло Луканджелі, який заплутався в мотузках і був змушений дві години літати над містом, після чого врятувався стрибнувши на найближче дерево над яким якраз пролітала куля.
Розчарований Лунарді покинув Рим і переїхав в Неаполь, де знову почав служити королю Фердинанду IV. 13 вересня 1789 року Вінченцо, на прохання короля, здійснив показовий політ над містом. Цього разу політ вийшов дуже успішним, Лунарді піднявся спершу над Неаполем, а пізніше навіть пролетів над Везувієм. Оскільки за польотом спостерігали всі жителі міста то Лунарді одразу став місцевим героєм.
4 березня 1790 року Лунарді здійснив невдалу спробу польоту в Палермо, проте згодом реабілітувався і 31 липня того ж 1790 року все таки піднявся над містом і протягом декількох годин тримався в повітрі чим дуже потішив багатотисячний натовп глядачів на землі. Посадка, щоправда, вийшла невдалою: кулю винесло над морем і довелось приземлятись прямо на воду. Проте політ все ж був визнаний успішним.
24 серпня 1791 року Лунарді вдруге піднявся на повітряній кулі над Неаполем. Проте цього разу погода не надто йому сприяла і через декілька годин він знову був змушений робити посадку посеред моря і був врятований місцевими рибалками.

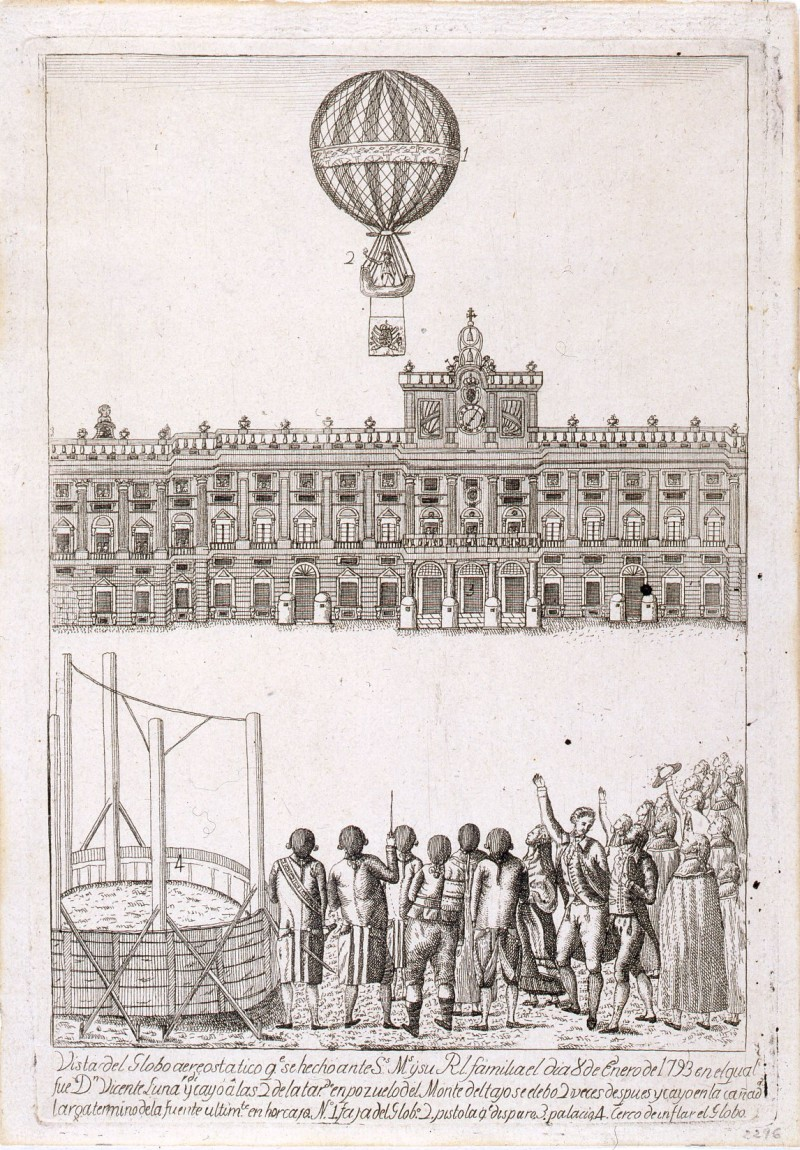
Другий політ Вінченцо Лунарді в Мадриді в присутності короля Іспанії Карлоса IV, 8 січня 1793 року

Влітку 1792 року Вінченцо відгукнувся на запрошення іспанського короля Карлоса IV і переїхав до Іспанії. 12 серпня 1792 року, в присутності молодого принца Фернандо він здійснив свій перший політ в Мадриді, проте куля була занадто важкою і максимальна висота, на яку вдалось цього дня підлетіти, становила якихось 300 метрів.
8 січня 1793 року Лунарді вдруге піднявся над Мадридом. Цього разу за його польотом спостерігав сам король Карлос IV і його дружина королева Марія Луїза Пармська.
В 1794 році Лунарді переїхав до Португалії і 24 серпня здійснив успішний політ в Лісабоні. Це був перший політ повітряної кулі в цій країні. Згодом Лунарді детально описав його в своїй праці «Повітряна подорож капітана Вісенте Лунарді» («A viagem aérea do capitão Vicente Lunardi — por ele escrita»), яку він написав португальською мовою.
10 травня 1795 року Вінченцо здійснив ще один показовий політ в Португалії, цього разу над містом Порту.
5 листопада 1802 року Лунарді здійснив політ над Барселоною. Це був перший підйом повітряної кулі над цим містом і за ним знову спостерігав король Іспанії Карлос IV.
Після польоту в Барселоні Лунарді повернувся в Португалію і декілька років про нього чи про його польоти на повітряних кулях вже не було ніяких звісток.
І лише 15 серпня 1806 року в Лісабонській газеті «Gazeta de Lisboa» зявилось повідомлення про його раптову смерть через хворобу:
|  | Містер Лунарді, відомий своїми аеростатичними подорожами, зробленими на його чудових повітряних кулях, помер у «Hospício dos Capuchinhos Italianos de Lisboa» 1-го серпня 1806 року. |